# 福島町

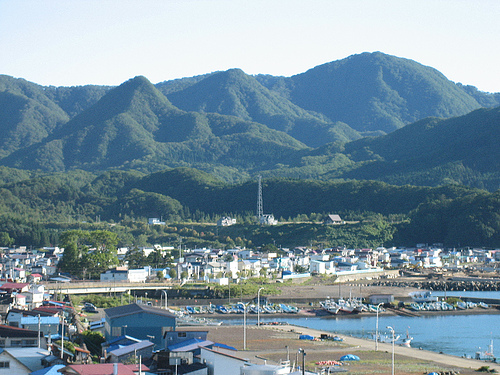
福島町市街地と福島漁港

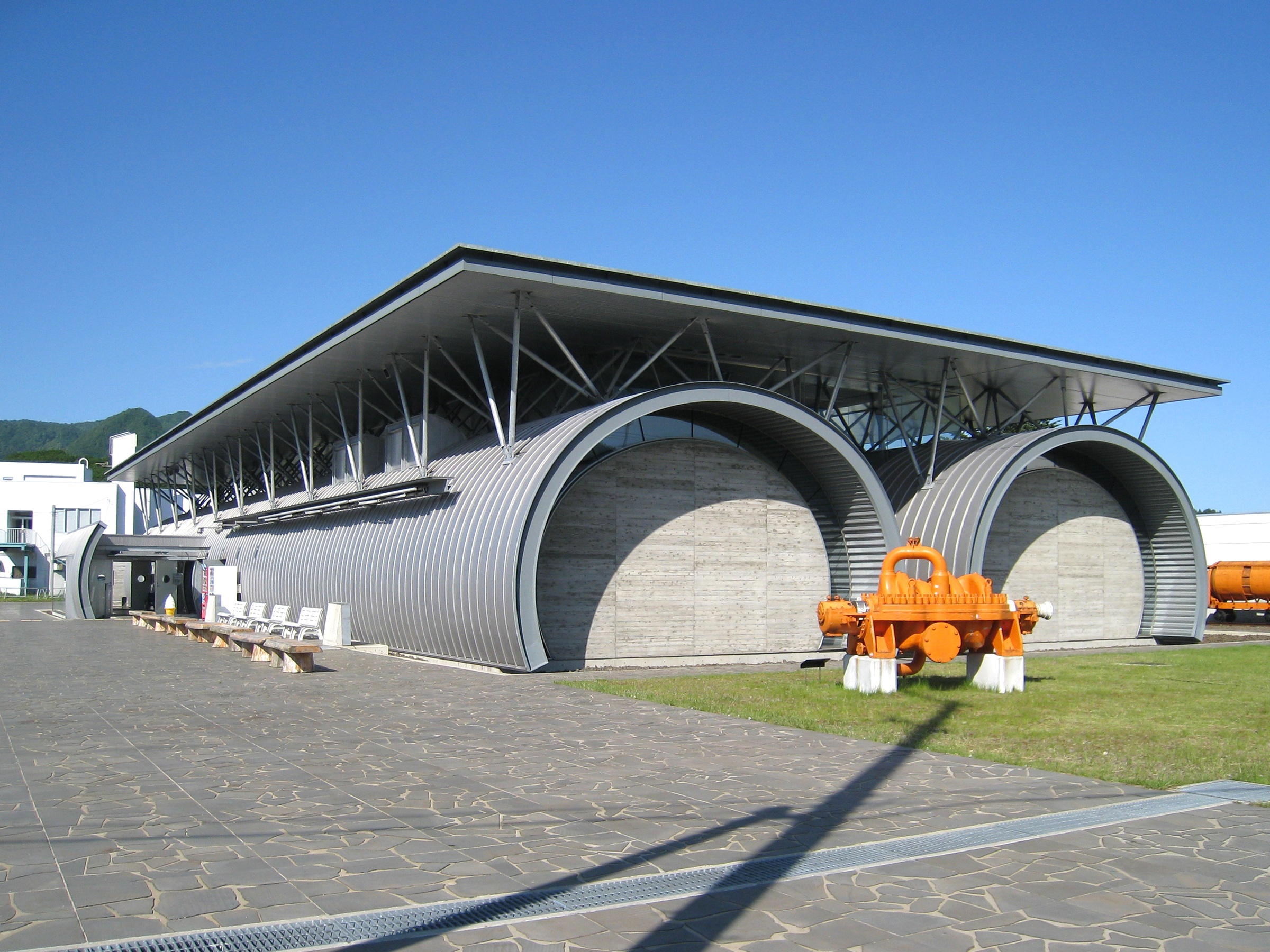
青函トンネル記念館

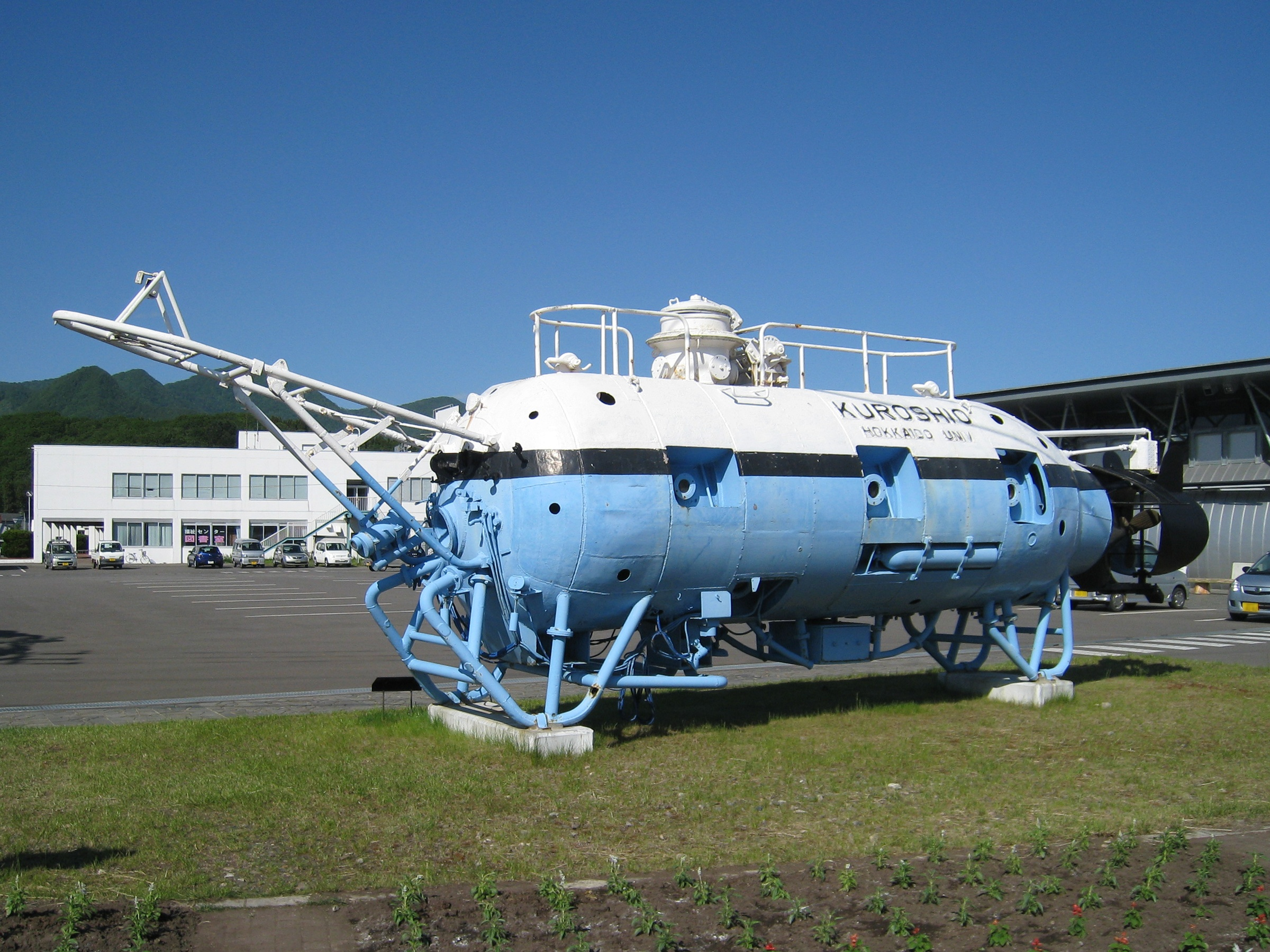
潜水艇くろしおII号

福島町（ふくしまちょう）は、北海道（道南地方）の渡島総合振興局に位置する町。渡島半島南西部に位置し、松前郡に属する。

## 地理
渡島支庁西部に位置する。南岸は津軽海峡に接する。内陸部は山地。

### 地形

#### 山地
主な山
- 七ツ岳（957m）
- 岩部岳（794m）
- 前千軒岳（1056m）

#### 河川
主な川
- 知内川
- 福島川

#### 海岸
主な岬
- 矢越岬

### 人口
| |                                        |  |
| 福島町と全国の年齢別人口分布（2005年） | 福島町の年齢・男女別人口分布（2005年） |  |
| ■紫色 ― 福島町 ■緑色 ― 日本全国 | ■青色 ― 男性 ■赤色 ― 女性              |  |
| 福島町（に相当する地域）の人口の推移 \| 1970年（昭和45年） \| 11,334人 \| \| \| 1975年（昭和50年） \| 12,562人 \| \| \| 1980年（昭和55年） \| 11,613人 \| \| \| 1985年（昭和60年） \| 10,159人 \| \| \| 1990年（平成2年） \| 8,111人 \| \| \| 1995年（平成7年） \| 7,430人 \| \| \| 2000年（平成12年） \| 6,795人 \| \| \| 2005年（平成17年） \| 5,897人 \| \| \| 2010年（平成22年） \| 5,116人 \| \| \| 2015年（平成27年） \| 4,422人 \| \| \| 2020年（令和2年） \| 3,794人 \| \| |                                        |  |
| 総務省統計局 国勢調査より |                                        |  |
| 1970年（昭和45年） | 11,334人                               |  |
| 1975年（昭和50年） | 12,562人                               |  |
| 1980年（昭和55年） | 11,613人                               |  |
| 1985年（昭和60年） | 10,159人                               |  |
| 1990年（平成2年） | 8,111人                                |  |
| 1995年（平成7年） | 7,430人                                |  |
| 2000年（平成12年） | 6,795人                                |  |
| 2005年（平成17年） | 5,897人                                |  |
| 2010年（平成22年） | 5,116人                                |  |
| 2015年（平成27年） | 4,422人                                |  |
| 2020年（令和2年） | 3,794人                                |  |

#### 消滅集落
2015年国勢調査によれば、以下の集落は調査時点で人口0人の消滅集落となっている。
- 字日の出、字美山

### 隣接自治体
渡島総合振興局
- 松前郡：松前町
- 上磯郡：知内町

檜山振興局
- 檜山郡：上ノ国町

青森県
- 東津軽郡：外ヶ浜町 - 青函隧道内で隣接[2]。トンネルの上の津軽海峡中央部は公海[3]（但し日本の排他的経済水域[4]）。

## 歴史

### 中世
平安時代
- 1189年（文治５年）奥州藤原氏の残党が津軽から渡海し吉岡村に定着。

室町時代
- 1457年（長禄元年）道南十二館のひとつ穏内館（町館崎）がコシャマインの戦い（康正・長禄の蝦夷蜂起）により落城。

戦国時代
- 1573年（天正元年）常磐井家の祖、常磐井治部大輔藤原武衡（たけひら）等、折加内村に定着し、神明社（現在の福島大神宮）を創建。

### 近世
江戸時代
- 1617年（元和3年）このころから千軒金山が開削される。
- 1620年（元和6年）イエズス会のカルワーリュ神父、千軒金山のキリシタン宗徒にミサをする。
- 1624年（寛永元年）アイヌ語でオリカナイ (折加内)と言われていた当地を月崎神社の御神託により福島村となる。
- 1662年（寛文2年）松前神楽の前身となる御神楽が行なわれる。
- 1666年（寛文6年）白符神明社の創建。→白符荒馬踊り
- 1772年（元文元年）釜谷（塩釜）神社建立。イワシ漁のため塩の需要があったので、釜谷（字塩釜）で製塩が盛んに行なわれるようになる。
- 1809年（文化六年）吉岡村に沖之口番所が設置される。

### 近代
明治
- 1868年（明治元年）箱館戦争。福島村に旧幕府軍が攻め込み松前藩との戦闘が行われる。
- 1900年（明治33年）7月1日 - 松前郡福島村と白符村（しらふ）が合併し、一級町村制、松前郡福島村となる。

昭和
- 1942年（昭和17年）省線福山線が渡島吉岡駅まで開通する。

### 現代
昭和
- 1953年（昭和28年）国鉄福山線が全通。福山線を松前線と改める。
- 1944年（昭和19年）2月11日 - 町制を施行し、福島町となる。
- 1955年（昭和30年）1月1日 - 松前郡吉岡村と新設合併し、新制福島町となる。
- 1963年（昭和38年）青函トンネルの着工式を開催。
- 1965年（昭和40年）青函トンネルの作業基地工事により穏内館跡が破壊される。翌年工事を中断し緊急調査が行われるが遺構の大半は既に失われていた。
- 1969年（昭和44年）財政再建団体に指定される。
- 1972年（昭和47年）財政再建に成功し、指定が解除される。
- 1973年（昭和48年）北海道立青函トンネル記念館が開館（2002年閉館）。
- 1988年（昭和63年）青函トンネル完成。松前線が廃止される。

平成
- 1997年（平成9年）横綱千代の山・千代の富士記念館が開館。
- 2005年（平成17年） - 2002年に閉館した北海道立記念館を受け継ぎ、福島町青函トンネル記念館がリニューアルオープン。

令和
- 2025年（令和7年）7月12日 - ヒグマによる人身被害が発生。北海道がヒグマ警報の運用を始めて初のヒグマ警報が発令された（同年7月19日にヒグマ注意報に切り替え）[5]。

## 政治

### 行政

#### 町長
- 町長：鳴海清春（なるみ きよはる・2016年（平成28年）10月5日就任 3期目。

#### 防災無線
防災無線の時報曲名リスト
- 07:00 - 牧場の朝
- 12:00 - 野ばら
- 18:00 - 家路

防災無線のほか、移動系防災無線も整備されている。

## 施設

### 警察
- 松前警察署福島交番

### 消防
- 福島消防署
- 衛生センター（松前郡福島町字千軒31-1）

### 郵便局
主な郵便局
- 福島郵便局（集配局）
- 吉岡郵便局

## 対外関係

### 姉妹都市・提携都市

#### 国内
姉妹都市
- 松浦市（九州地方 長崎県）
  - 1989年（平成元年）9月 旧福島町・旧木曽福島町とふくしま会議姉妹提携締結[6]。
- 木曽町（中部地方 長野県 木曽郡）
  - 1989年（平成元年）9月 旧福島町・旧木曽福島町とふくしま会議姉妹提携締結。

## 経済

### 第一次産業

#### 漁業
漁業が盛ん。
珍味スルメの生産量は日本一。
主な漁港
- 岩部漁港
- 福島漁港
- 吉岡漁港

漁協
- 福島吉岡漁業協同組合

#### 農業
農協
- 福島町農業協同組合

### 第三次産業

#### 物流
- ヤマト運輸：函館主管支店松前センター（松前町）
- 佐川急便：函館営業所（函館市）
- 日本通運：函館支店自動車営業課（函館市）

#### 金融機関
- 道南うみ街信用金庫福島支店

## 情報・通信

### マスメディア

#### 中継局
- 福島中継局

## 教育

### 高等学校
道立
- 北海道福島商業高等学校

### 中学校
町立
- 福島町立福島中学校

### 小学校
町立
- 福島町立福島小学校
- 福島町立吉岡小学校

### 廃校
- 浦和小学校と千軒中学校が1997年
- 千軒小学校が2004年、白符小学校が2008年に閉校されている。

## 交通

### 空路

#### 空港
町内に空港は存在しない。最寄空港は函館空港（函館市）

### 鉄道

#### 鉄道路線
北海道新幹線（海峡線）が町内を通るが、駅は設置されていない。福島町に停車する計画図もあったが実現していないため、鉄道を利用する場合の最寄り駅は木古内駅。
かつては世界初の海底駅である吉岡海底駅（青函隧道内に位置する、下車に事前申し込みが必要な見学専用駅）があったが、2014年（平成26年）3月14日に駅としては廃止され、保守設備の設置等を目的とした「吉岡定点」となった。

#### 廃線
北海道旅客鉄道
- 松前線（1988年（昭和63年）2月1日廃止）: 千軒駅 - 渡島福島駅 - 白符駅 - 渡島吉岡駅

### バス

#### 路線バス
- 函館バス（松前線代替）
  - 木古内駅 - （福島町内） - 松前出張所
- 福島町営デマンドバス

### タクシー
- 松前圏エリアに属する

タクシー会社
- 山崎ハイヤー

### 道路

#### 高速道路
高速道路およびバイパスは通っていない。

#### 国道
- 国道228号
- 国道280号（国道228号と重複）

#### 道道
一般道道
- 北海道道532号岩部渡島福島停車場線
- 北海道道636号渡島吉岡停車場線
- 北海道道812号館町福島線

### 道の駅
- 道の駅横綱の里ふくしま

### 航路

#### 港湾
- 福島港

東日本フェリー：青森県外ヶ浜町三厩 - 福島町（ただし1998年以降運航休止）

## 観光

### 文化財

#### 選択無形民俗文化財
- 松前神楽 - 国の重要無形民俗文化財でもある。福島町松前神楽保存会

#### その他
- 宮歌村文書 - 道指定有形文化財、宮歌八幡神社蔵
- 円空作 観世音菩薩像（来迎観音像） - 町指定有形文化財、吉野教会
- 神楽用獅子頭 - 町指定有形民俗文化財、福島大神宮
- 福島大神宮祭礼行列 - 町指定無形民俗文化財、福島大神宮祭礼行列保存会、福島大神宮境内
- 白符荒馬踊 - 町指定無形民俗文化財、白符荒馬踊保存会、白符大神宮

### 観光スポット
- 福島町青函トンネル記念館（2005年（平成17年）4月よりリニューアルオープン）
- 横綱千代の山・千代の富士記念館
- 松前矢越道立自然公園
- 青の洞窟

## 文化・名物

### 祭事・催事
- 北海道女だけの相撲大会（5月）
- やるべ福島イカまつり（8月）
- 福島大神宮例大祭（9月）
- カントリーフェスティバル（10月）
- 南北海道駅伝大会（11月）

## 出身関連著名人

### 出身著名人
- 千代の山雅信 - 大相撲第41代横綱、のち九重親方。
- 千代の海茂夫 - 大相撲力士・十両、千代の山の弟子。
- 千代の富士貢 - 大相撲第58代横綱、千代の山の弟子、のち九重親方。
- 中島正一 - 冒険家
- 山本直樹 - 漫画家

### 関連著名人
- 一山本大生 - 元役場職員・大相撲幕内